# J. T. Riddle
Pour les articles homonymes, voir Riddle.
Joshua Travis Riddle (né le 12 octobre 1991 à Frankfort, Kentucky, États-Unis) est un joueur d'arrêt-court des Twins du Minnesota de la Ligue majeure de baseball.

## Carrière
J. T. Riddle, joueur à l'école secondaire Western Hills de sa ville natale de Frankfort (Kentucky), est repêché une première fois en 2010 par les Red Sox de Boston au 35e tour de sélection, mais il ignore l'offre pour se joindre aux Wildcats de l'université du Kentucky, puis signer son premier contrat professionnel avec les Marlins de Miami, qui le choisissent au 13e tour du repêchage amateur de 2013.
Il fait ses débuts dans le baseball majeur avec les Marlins le 11 avril 2017.